# Diego Sánchez de Badajoz
Diego Sánchez de Badajoz (Talavera la Real, ca. 1525 — 1549), foi um dramaturgo espanhol.

## Obras
- Farsa de Abraham[1]
- Farsa de la muerte[1]
- Farsa de Ysaac[1]
- Farsa del juego de cañas[1]
- Farsa del molinero[1]
- Farsa racional del Libre Alvedrío[1]
- Recopilación en metro (editado postumamente)[2]